# 豊田次郎
豊田 次郎（とよだ じろう、1967年6月2日 - ）は、兵庫県姫路市出身の元プロ野球選手（投手）。

## 来歴・人物

### アマチュア時代
東洋大姫路高ではサブマリン投法の好投手として知られ、ゆったりしたフォームからコーナーをつく投球を持ち味としていた。1984年の秋季近畿大会の決勝戦では、当時最強と謳われ桑田真澄、清原和博を擁したPL学園を完封している。1985年の選抜大会では1回戦で敗れたが、同年の選手権大会では1回戦で高岡商と対戦して2安打完封で勝利を収めた。この時の74球完封勝利は最少球数完封の大会記録。2回戦では自ら本塁打を放って黒須陽一郎や高林孝行を擁する立教に完投勝ちし、続く3回戦で佐々木主浩との投げ合いの末に東北高校に敗れている。
高校卒業後は、川崎製鉄神戸に入社して社会人野球でプレーした。当初は3年ぐらいでプロ入りする事を目標にしていたが、想像以上に社会人のレベルが高く、5年目の1990年頃に投球フォームをサイドスローに変えている。一方、1989年には新日鐵広畑、1991年は三菱重工神戸、1993年は神戸製鋼からそれぞれ補強選手として指名され、都市対抗に出場した。結婚した1993年頃から投球が安定するようになり、さらに翌1994年には125km/h前後の高速版と90km/h前後のもの、そして握りの調整によって内外角に変化するものの計3種類のシンカーをマスターしている。これによってカウントも取りやすくなって投球の幅が広がり、エースとして寺本比呂文らとともに先発投手陣を支え、チームは4年ぶりに都市対抗出場を果たした。
同年は広島アジア大会で初めて日本代表に選ばれ、準決勝・決勝でともに先発を任されるなどシュートとシンカーを武器に金メダル獲得に貢献している。日本選手権では3回戦の対松下電器戦で1失点完投勝ちを収めるなどの活躍で優秀選手賞を受賞。同大会をもって廃部となる川鉄神戸野球部のベスト4進出を支えた。また、年間を通じて国内外で活躍した点が評価され、同年は社会人ベストナインに選出されている。同僚は社内の千葉野球部や水島野球部などに移っていったが、自身は1994年のドラフト会議でオリックス・ブルーウェーブから4位指名を受け、契約金7000万円、年俸1000万円（いずれも推定）で入団。この時27歳になっており、娘も生まれたばかりだった。

### プロ入り後
年齢的にも即戦力として期待されたが、1年目はリーグ優勝を果たした層の厚い投手陣の中で一軍未登板に終わった。2年目の1996年はキャンプから中継ぎとして期待され、5月1日には初勝利を挙げた。高校の後輩である長谷川滋利や佐藤義則らの不振もあって8月24日にはプロ初先発を任され、続く8月30日の登板では完投勝利を挙げてシーズン終了まで先発ローテーションに定着した。同年の巨人との日本シリーズでは、投手陣の中から状態の良さを評価されて第4戦に先発し、2回2失点で降板した。なお、巨人側は長谷川の先発を予想していたという。
1997年と1998年は再び主に中継ぎを務め、1999年は一軍登板無し。同年の10月6日に戦力外通告を受けた後、岡田彰布二軍監督（当時）による阪神タイガースへの誘いもあったが一軍の球を投げることができないと伝え引退を選んだ。
引退後は、神戸元町駅の居酒屋でマネジャーとして働いた後、2011年12月に故郷の姫路市内に焼肉店「焼肉 とよだ」を開店した。現在は焼肉店を営みつつ、地域の少年野球の指導を行いながら、プロ野球42年会による野球指導にも積極的に参加している。

## 詳細情報

### 年度別投手成績
| 年 度     | 球 団      | 登 板 | 先 発 | 完 投 | 完 封 | 無 四 球 | 勝 利 | 敗 戦 | セ 丨 ブ | ホ 丨 ル ド | 勝 率 | 打 者 | 投 球 回 | 被 安 打 | 被 本 塁 打 | 与 四 球 | 敬 遠 | 与 死 球 | 奪 三 振 | 暴 投 | ボ 丨 ク | 失 点 | 自 責 点 | 防 御 率 | W H I P |
| --------- | ---------- | ----- | ----- | ----- | ----- | -------- | ----- | ----- | -------- | ----------- | ----- | ----- | -------- | -------- | ----------- | -------- | ----- | -------- | -------- | ----- | -------- | ----- | -------- | -------- | ------- |
| 1996      | オリックス | 12    | 5     | 1     | 0     | 0        | 2     | 1     | 0        | --          | .667  | 181   | 42.1     | 43       | 3           | 14       | 0     | 2        | 29       | 1     | 0        | 19    | 16       | 3.40     | 1.35    |
| 1997      | オリックス | 29    | 2     | 0     | 0     | 0        | 0     | 1     | 1        | --          | .000  | 207   | 51.1     | 47       | 9           | 14       | 0     | 2        | 34       | 0     | 0        | 25    | 24       | 4.21     | 1.19    |
| 1998      | オリックス | 21    | 1     | 0     | 0     | 0        | 1     | 1     | 0        | --          | .500  | 154   | 35.1     | 32       | 4           | 17       | 3     | 3        | 25       | 1     | 1        | 20    | 17       | 4.33     | 1.39    |
| 通算：3年 | 通算：3年  | 62    | 8     | 1     | 0     | 0        | 3     | 3     | 1        | --          | .500  | 542   | 129.0    | 122      | 16          | 45       | 3     | 7        | 88       | 2     | 1        | 64    | 57       | 3.98     | 1.29    |

### 記録
- 初登板・初勝利：1996年5月1日、対福岡ダイエーホークス4回戦（福岡ドーム）、7回裏に3番手として救援登板、2回無失点
- 初奪三振：同上、7回裏に川越透から
- 初先発：1996年8月24日、対近鉄バファローズ23回戦（ナゴヤ球場）、5回1/3を3失点
- 初完投勝利：1996年8月30日、対福岡ダイエーホークス22回戦（グリーンスタジアム神戸）、9回4失点
- 初セーブ：1997年7月4日、対千葉ロッテマリーンズ13回戦（千葉マリンスタジアム）、6回裏2死に3番手で救援登板・完了、3回1/3を無失点

### 背番号
- 35 （1995年 - 1999年）